# Abarán
Abarán – gmina w Hiszpanii, w prowincji Murcja, w Murcji, o powierzchni 114,94 km². W 2011 roku gmina liczyła 13 110 mieszkańców.